# Lijst van burgemeesters van Roxenisse
Dit is een lijst van burgemeesters van de voormalige Nederlandse gemeente Roxenisse tot die gemeente in 1857 opging in de gemeente Melissant.
| Ambtsperiode | Naam burgemeester           | Partij of stroming | Bijzonderheden                                                                              |
| ------------ | --------------------------- | ------------------ | ------------------------------------------------------------------------------------------- |
| 18?? - 18??  | ?                           |                    |                                                                                             |
| 18?? - 1852  | Johannes Agathinus van Weel |                    | tevens burgemeester van Melissant (1835-1852) en Herkingen (18??-1852)                      |
| 1852 - 1857  | Pieter (P.) Zaaijer         |                    | tevens burgemeester van Melissant (1852-1857), Dirksland (1850-1883) en Onwaard (1850-1857) |
| 1857         | Leunis (L.) van Es          |                    | tevens burgemeester van Melissant (1857-1877?) en Onwaard (1857)                            |